# Шойнозеро
Шойнозеро — пресноводное озеро на территории Куганаволокского сельского поселения Пудожского района Республики Карелии.

## Общие сведения
Площадь озера — 1 км². Располагается на высоте 151,7 метров над уровнем моря.
Форма озера лопастная, продолговатая: оно почти на два километра вытянуто с северо-запада на юго-восток. Берега преимущественно заболоченные.
Через озеро протекает река Шойна, впадающая с правого берега в реку Нетому, приток реки Водлы, впадающей, в свою очередь, в Онежское озеро.
Острова на озере отсутствуют.
Населённые пункты и автодороги вблизи водоёма отсутствуют.
Код объекта в государственном водном реестре — 01040100411102000019335.